# Bongrain-Piedmont-Gletscher
Der Bongrain-Piedmont-Gletscher ist ein 43 km langer und bis zu 19 km breiter Vorlandgletscher vor der Nordwestküste der westantarktischen Alexander-I.-Insel.
Die erste Sichtung und eine grobe Vermessung erfolgten durch Teilnehmer der Fünften Französischen Antarktisexpedition (1908–1910) unter der Leitung des Polarforschers Jean-Baptiste Charcot. Luftaufnahmen, die später einer weiteren Kartierung dienten, entstanden am 15. August 1936 bei der British Graham Land Expedition (1934–1937) unter der Leitung des australischen Polarforschers John Rymill. Das UK Antarctic Place-Names Committee benannte den Gletscher 1954 nach Maurice Bongrain (1879–1951), stellvertretender Leiter bei Charcots Expedition.